# (1286) Banachiewicza
(1286) Banachiewicza es un asteroide perteneciente al cinturón de asteroides descubierto por Sylvain Julien Victor Arend el 25 de agosto de 1933 desde el Real Observatorio de Bélgica, Uccle.

## Designación y nombre
Banachiewicza se designó inicialmente como 1933 QH.
Más adelante fue nombrado en honor del astrónomo polaco Tadeusz Banachiewicz (1882-1954).

## Características orbitales
Banachiewicza orbita a una distancia media del Sol de 3,028 ua, pudiendo alejarse hasta 3,293 ua. Su excentricidad es 0,08768 y la inclinación orbital 9,734°. Emplea 1924 días en completar una órbita alrededor del Sol.